# 斯坦利·威尔斯
斯坦利·威尔斯爵士（1930年5月21日—）是一位英国莎士比亚学者，出生于赫爾河畔京士頓，毕业于伦敦大学学院，伯明翰大学荣誉退休教授，主要作品有《在咖啡馆遇见莎士比亚》（Shakespeare, Sex, and Love）以及入选牛津通识读本的《威廉·莎士比亚》（William Shakespeare）、《莎士比亚的悲剧》（Shakespearean tragedy）等。